# Turecká invaze do Afrínu
Turecká invaze do Afrínu začala v lednu 2018, kdy turecká armáda v rozporu s mezinárodním právem napadla Kurdy ovládané město Afrín a jeho okolí na severu Sýrie. Turecko operaci pojmenovalo Olivová ratolest (turecky Zeytin Dalı Harekâtı). 

## Pozadí krize
Ve městě Afrínu a okolí tvořili většinu obyvatel Kurdové. Afrínský region byl pod kontrolou kurdské Demokratické federace Severní Sýrie, která fungovala nezávisle na centrální syrské vládě. Hlavní politickou stranou regionu je kurdská Sjednocená demokratická strana (PYD) a její ozbrojené křídlo tvoří jednotky YPG.
Podle Turecka syrští Kurdové spolupracují se Stranou kurdských pracujících (PKK), která bojuje za vytvoření vlastního kurdského státu a kterou Turecko a Spojené státy označují za teroristickou organizaci. Turecko nedělá rozdíly mezi PKK a YPG a obě skupiny označuje za teroristické, naopak Spojené státy pomáhaly YPG v boji proti Islámskému státu. Turecko spolupracuje při invazi do Afrínu s islamistickou koalicí Ahrar aš-Šám, kterou Sýrie, Rusko, Egypt a některé další země považují za teroristickou organizaci.
Kurdské jednotky YPG byly vyzbrojovány a cvičeny Spojenými státy. Několik dní po začátku turecké operace proti YPG český novinář Břetislav Tureček odhadl, že „Může to vést i k tomu, že spřátelené Kurdy opět hodí přes palubu.“
Dne 17. ledna 2018 turecký ministr zahraničí Mevlüt Çavuşoğlu varoval, že Turecko provede rozsáhlou operaci proti Kurdům v Sýrii, a pohrozil Spojeným státům nezvratným poškozením vzájemných vztahů, pokud Spojené státy nepřestanou podporovat kurdské milice YPG.

## Vojenská operace
Turečtí pohraničníci a Kurdové spolu vedli občasné pohraniční střety. 19. ledna 2018 se střety vyostřily a další den začal turecký útok na syrském území. Na rozkaz prezidenta Erdogana začala turecká armáda s podporou vojenského letectva intenzívně ostřelovat a bombardovat Afrín a okolí. Za pouhé dva týdny zemřelo 100 civilistů, Turci bombardovali dokonce i nemocnici. Kurdové palbu také opětovali raketovými střelami, v Turecku zahynulo pět lidí.
Již během několika hodin začala pozemní ofenzíva. Tankový útok nařízený tureckým prezidentem Erdoganem byl naprosto nečekaný, a tak Turci pronikli hluboko za syrskou hranici, Kurdové se však vzchopili k odporu a Turky zatlačili zpět k hranici. V dalších dnech však Turci opět několikrát překročili hranici a na počátku únoru drželi pod kontrolou několik pohraničních vesnic. 1. února turecká armáda dobyla strategickou vesnici Bulbul na severu Afrínské provincie. Útoku na Afrín se účastní také Turky podporovaná svobodná syrská armáda, která útočí na Kurdy z východu.
Syrský prezident Bašár Asad vyzval Turky k ukončení operace, USA vyzvaly Turky ke zdrženlivosti. V pondělí 29. ledna se v Praze konala demonstrace na podporu Kurdů. Turecká policie zatkla více než 300 Kurdů, kteří kritizovali tureckou invazi.
Turecko varovalo Spojené státy, aby ukončily podporu YPG, jinak riskují konfrontaci s Tureckem. Podle tureckých médií používají bojovníci z YPG americké zbraně. Turecká armáda do bojů nasadila německé tanky Leopard 2.
V neděli 18. března 2018 obsadila turecká armáda spolu se Syrskou svobodnou armádou centrum města Afrín, kde nechali vyvěsit své vlajky.
Mluvčí tureckého prezidenta Recepa Tayyipa Erdoğana prohlásil, že oblast kolem Afrínu se pod správu Sýrie už nevrátí. Syrské velvyslanectví v České republice uvedlo po obsazení Afrínu Tureckem: „Sýrie, a to od začátku tureckého vpádu, rázně odsuzuje tureckou agresi, považovala ji za hrubé porušeni principu mezinárodního práva a za neomluvitelný útok na území nezávislého a svrchovaného státu.“
V Turecku bylo za kritiku vojenské operace zatčeno přes 800 lidí, včetně opozičních politiků a novinářů. 
15.10.2022 : Islamistická skupina Haját Tahrír aš-Šám (syrská odbočka Al-Káidy) dobyla město Afrín v provincii Aleppo(Halab). HTS=Haját Tahrír aš-Šám ovládá (spolu se svými spojenci) velkou část provincie Idlíb a části sousedních provincií na severozápadě Sýrie. Město Afrín bylo od r.2018 v moci tureckých jednotek a jimi podporovaných syrských rebelů. Informace o tom přinesly turecký opoziční server Ahval, íránská agentura Tasnim a několik dalších médií .

## Válečné zločiny
Turci bombardovali nemocnici v Afrínu. Celkově při bojích o oblast Afrínu zemřelo okolo 500 civilistů. Z Afrínu uteklo více než 150 000 civilistů. Několik svědků potvrdilo, že turečtí pohraničníci zabíjeli samopaly bezbranné Kurdy, kteří se snažili před válkou uprchnout do Turecka. Vojáci Svobodné syrské armády, která na Kurdy útočí z východu, brutálně zohavili kurdskou bojovnici, usekli jí prsa. Obhajují to tím, že ženy dle koránu nemají právo bojovat. Turecko chce do oblasti stěhovat syrské uprchlíky z Turecka, převážně sunnitské Araby.
Česká novinářka Lenka Klicperová napsala: „NATO dalo Turecku v podstatě volnou ruku. EU nijak hlasitě neprotestuje. ... Dnes je den výročí vstupu ČR do NATO. Doufáme, že si po 19 letech nebudeme muset říci, že je to instituce, která nechala vraždit civilisty jednou ze svých členských zemí.“
21. března tureckou invazi poprvé kritizovala německá kancléřka Angela Merkelová, která během projevu před Spolkovým sněmem prohlásila: „Přes všechny oprávněné bezpečnostní zájmy Turecka je nepřijatelné to, co se v (syrském) Afrínu děje, kde jsou tisíce a tisíce civilistů pronásledovány, kde civilisté umírají a odkud musejí uprchnout.“